# کرامولین
کرامولین (به بلغاری: Kramolin) یک منطقهٔ مسکونی در بلغارستان است که در سولیوو واقع شده‌است.